# Ekelund, Linneväveriet i Horred
Ekelund, Linneväveriet i Horred AB är ett svenskt väveri baserat i Horred mellan Borås och Varberg, som väver dukar, handdukar, bordslöpare, servetter, diskdukar, babyfiltar och liknande av linne och bomull.
Ekelund är sannolikt världens äldsta textila företag med anor från 1400-talet. Men det är dock inte förrän 1692 som man kan skönja konturerna av vad som idag är det moderna företaget Ekelund. Ekelunds första VD var en kvinna vid namn Marta Ingemarsdotter. 
Bland företagets kunder återfinns det svenska kungahuset. Den första leveransen till hovet skedde 1878, efter att kronprins Gustaf (V) besökt väveriet året innan. Ekelund har även levererat till hovet under Gustaf VI Adolfs och Carl XVI Gustafs regeringstider, senaste gången år 2009 till den Officiella Bröllopsserien till kronprinsessans giftermål där en del av inkomsterna skänktes till välgörande ändamål.